# Fuji (maçã)

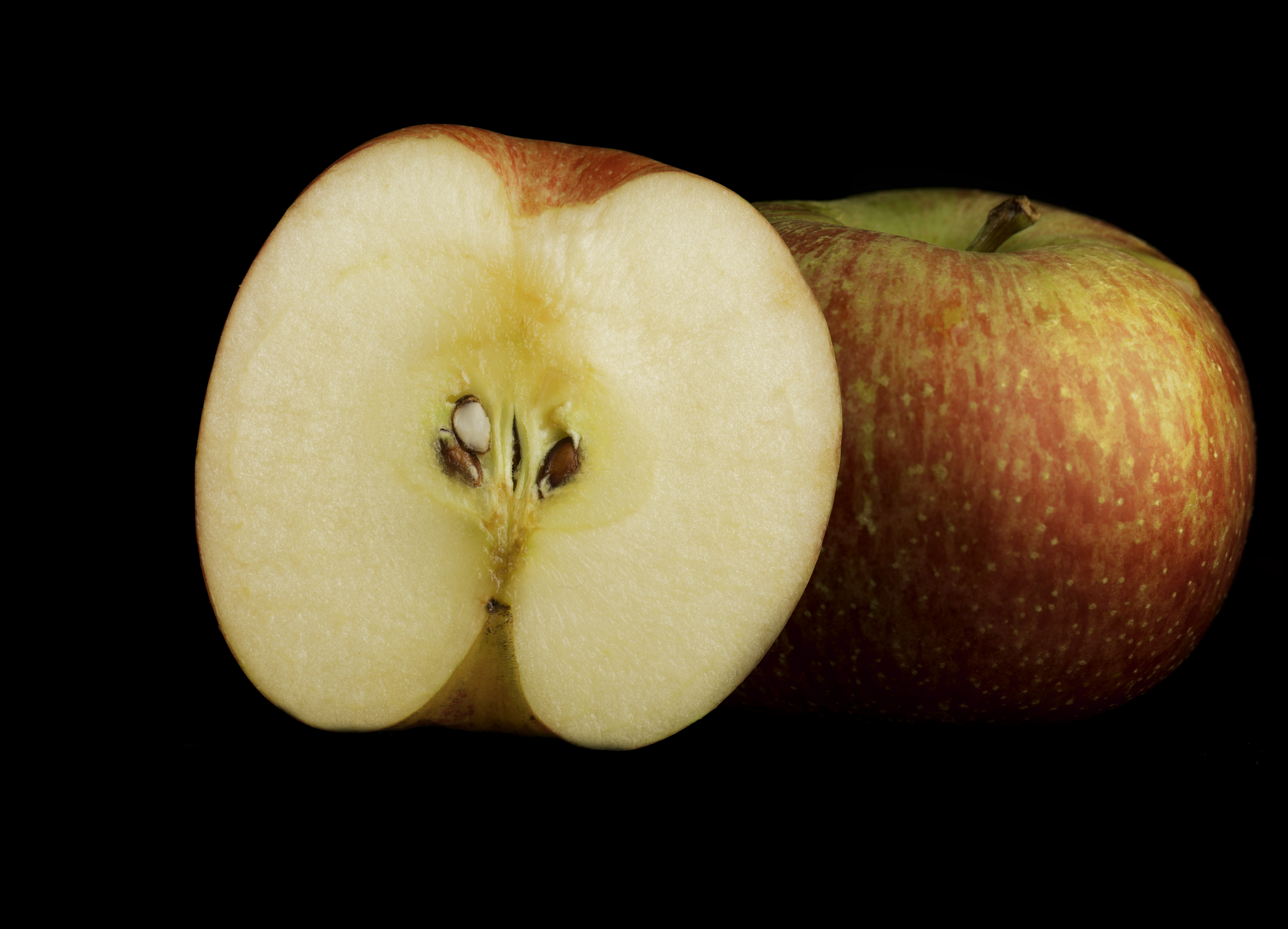

A maçã Fuji é uma variedade de maçã desenvolvida por cultivadores da estação de pesquisa de Tohoku em Fujisaki, (Aomori, Japão), no final da década de 1930, e começou a ser comercializada em 1962. É um cruzamento de duas variedades de maçã americana: "Red Delicious" e "Virginia Ralls Genet" (às vezes chamada de "Rawls Jennet").
O nome desta maçã vem de "Fujisaki". No entanto, costuma-se confundir a origem deste nome, acreditando-se que vem de monte Fuji.

## Visão geral

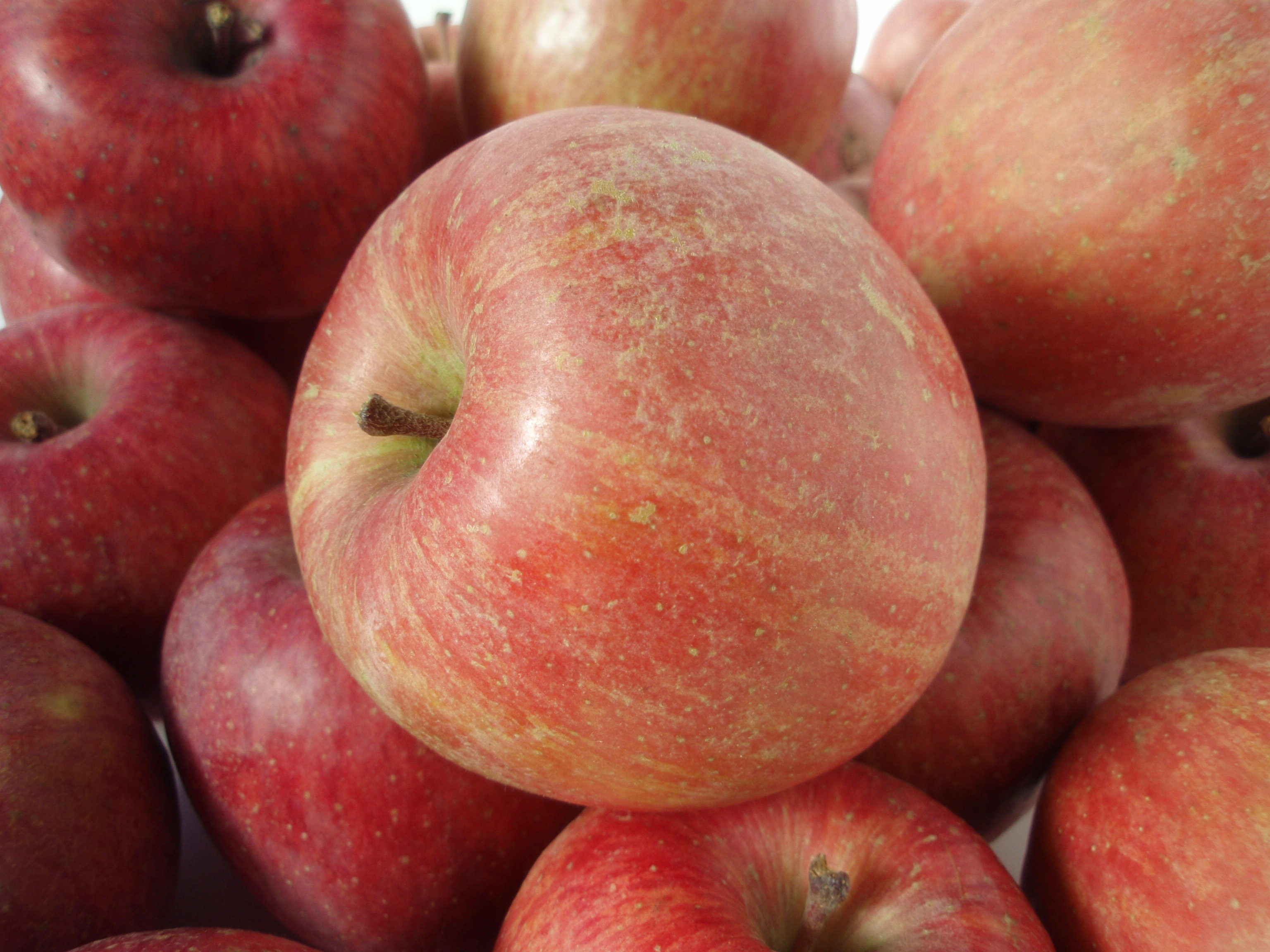

Maçãs Fuji costumam ser grandes e redondas. A média é de 75 mm de diâmetro. Elas contêm entre 9% e 11% de açúcares por peso, e têm uma polpa densa que é mais doce e crocante do que muitas outras variedades de maçã, o que as torna popular com consumidores do mundo inteiro.  Elas também possuem um prazo de validade longo comparado a outras maçãs, mesmo sem refrigeração. Com refrigeração, maçãs Fuji podem se manter frescas a até um ano.
No Japão, maçãs Fuji continuam sendo best-seller insuperável. Consumidores japoneses preferem tanto a textura crocante e a doçura das maçãs Fuji (que é algo reminiscente da cobiçada pêra-nashi) que causam quase a exclusão de outras variedades, e as importações japonesas de maçã permanecem baixas. Aomori é, talvez, a região mais conhecida de cultivo de maçã do Japão. Das cerca de 900 mil toneladas de maçãs produzidas anualmente no Japão, 500 mil toneladas são de Aomori.

## Como se escolhe
A variedade fuji pode ser encontrada facilmente nos hortifrutigranjeiros, nas feiras livres e nos supermercados. Escolha com base na aparência, na cor e no peso. Ela deve ter a pele bem lisa, mas não lustrosa. É mais opaca do que as outras maçãs e pode ter manchas douradas ou ser rajada. A variedade suprema tem cor vermelha mais uniforme, sem manchas. Em todas as situações, a pele deve estar intacta. Evite se os frutos tiverem partes batidas e pintas pretas. Devem estar pesados em relação ao volume, o que indica que estão frescos e suculentos. Quando não são frescos, perdem umidade, tornando-se leves.

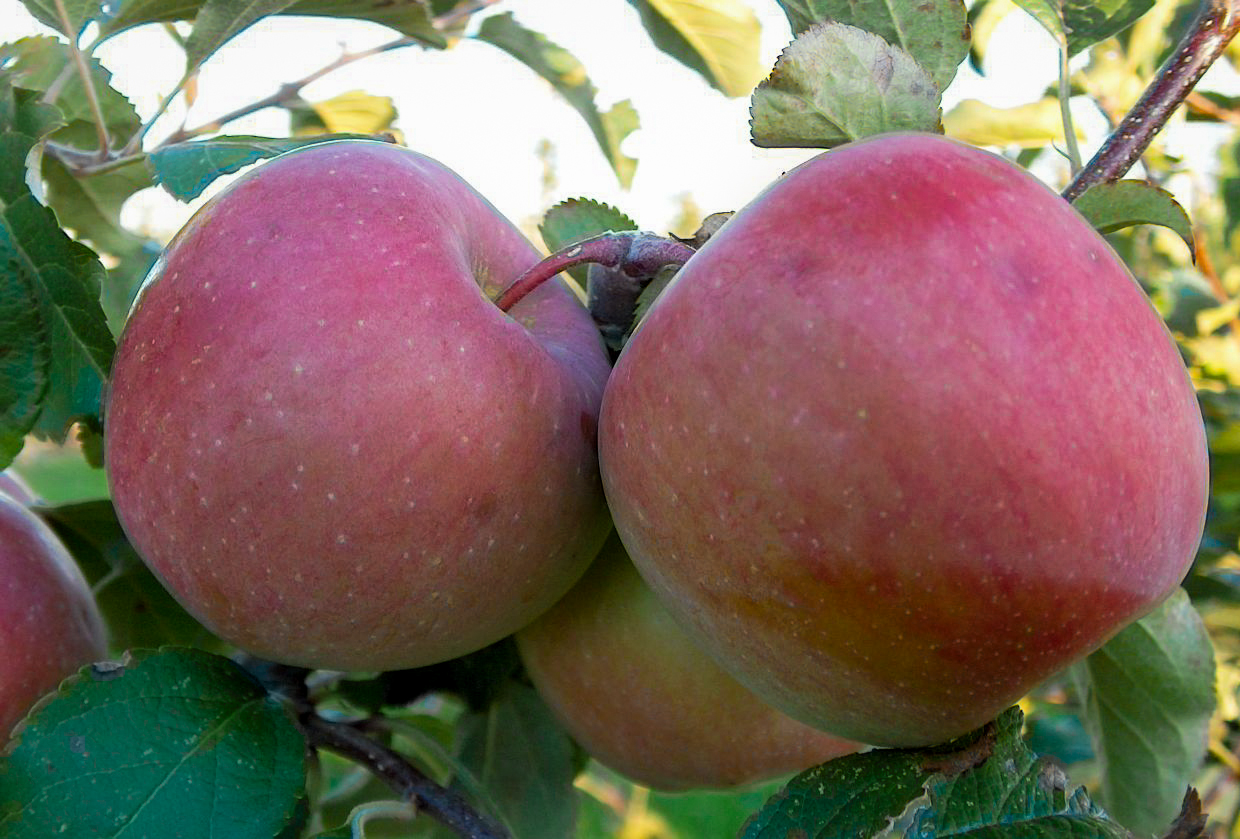
Maçãs Fuji na árvore